# Lohitzun-Oyhercq
Lohitzun-Oyhercq (på baskiska: Lohitzüne-Oihergi) är en kommun i departementet Pyrénées-Atlantiques i regionen Nouvelle-Aquitaine i sydvästra Frankrike. Kommunen ligger i kantonen Saint-Palais som tillhör arrondissementet Bayonne. År 2022 hade Lohitzun-Oyhercq 194 invånare.

## Befolkningsutveckling
Antalet invånare i kommunen Lohitzun-Oyhercq
| Referens: INSEE |